# Chrysocharis albipes
Chrysocharis albipes är en stekelart som först beskrevs av William Harris Ashmead 1904.  Chrysocharis albipes ingår i släktet Chrysocharis och familjen finglanssteklar. Inga underarter finns listade i Catalogue of Life.